# Yoko Ogawa
Yōko Ogawa (小川 洋子 Ogawa Yōko?, född den 30 mars 1962) i Okayama, Okayama prefektur, är en av modern japansk litteraturs främsta företrädare.

## Biografi
Ogawa har examen från Waseda universitet och bor i Ashiya, Hyōgo med make och son. Sedan debuten 1988 har hon publicerat ett trettiotal arbeten, mest skönlitteratur men även facklitteratur. Hennes böcker har översatts till tio språk och romanen En gåtfull vänskap 2003 är den första på svenska, översatt av Vibeke Emond. Den har sålts i över fyra miljoner exemplar i Japan, där den även blivit film.  2006 skrev hon "En introduktion till världens elegantaste matematik", en dialog om tals utomordentliga skönhet, tillsammans med matematikern Masahiko Fujiwara.

## Utmärkelser
- 1988 Kaien-priset för sin debut "Disintegration of the Butterfly" (Agehacho ga kowareru toki, 揚羽蝶が壊れる時)[1]
- 1990 Akutagawa-priset för "Graviditetskalendern" (Ninshin karendaa, 妊娠 カレンダー)[1]
- 2004 Yomiuri-priset för "En gåtfull vänskap" (Hakase no aishita suushiki, 博士の愛した数式; ordagrant ”Professorns älskade ekvation”)
- 2004 Izumi-priset for Burafuman no maisō, ブラフマンの埋葬
- 2006 Tanizaki Junichirō-priset för Mīna no kōshin (ミーナの行進)
- 2008 Shirley Jackson-priset för "The Diving Pool": Three Novellas (Daibingu puuru, ダイヴィング・プール, 1990; Ninshin karendā, 妊娠カレンダー, 1991; Dormitorii, ドミトリイ, 1991); New York: Picador (2008). ISBN 0-312-42683-6